# Martinsville Speedway

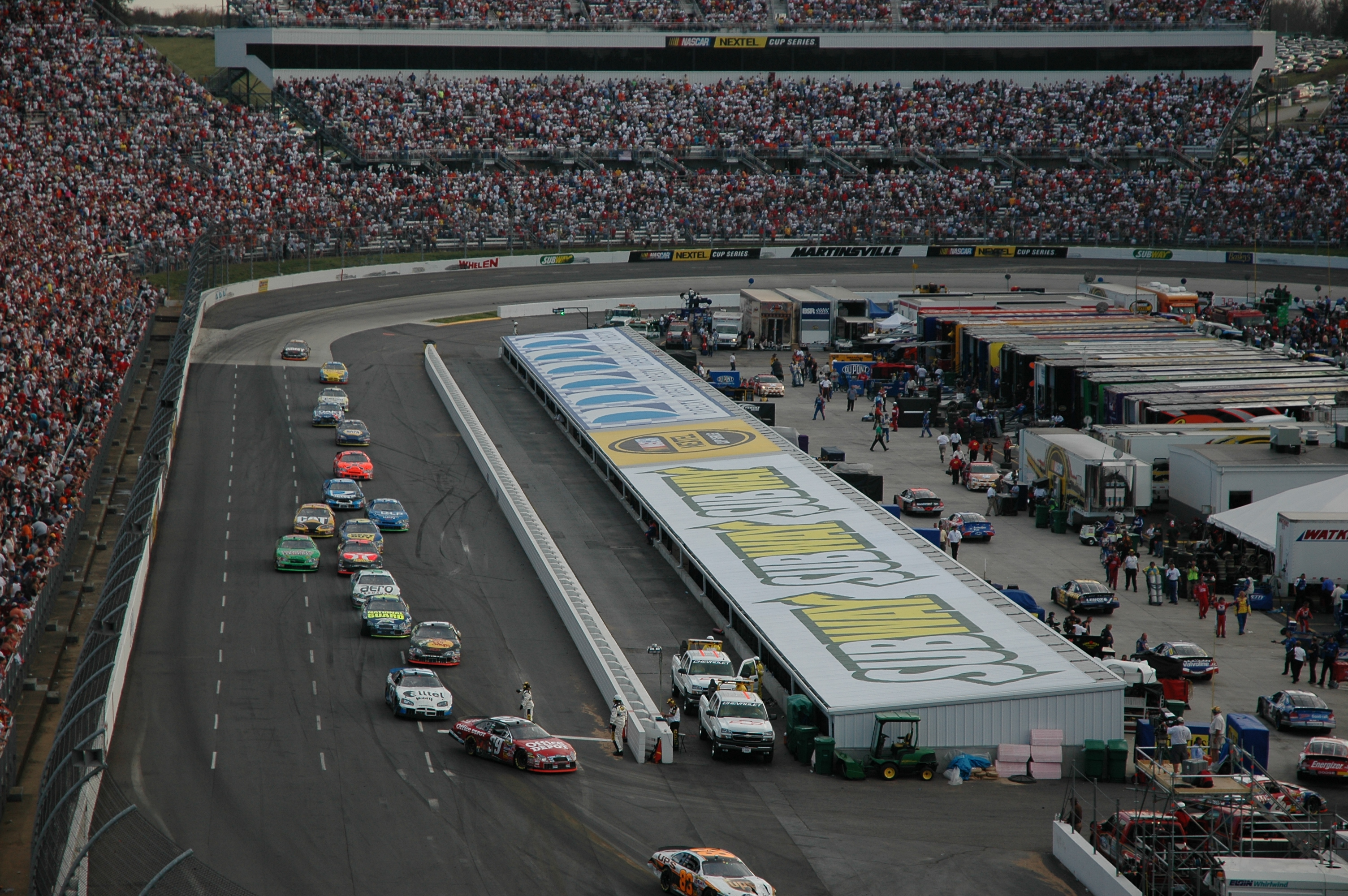
Recta opuesta de Martinsville durante una carrera de la NASCAR.

Martinsville Speedway es un óvalo situado en la localidad de Ridgeway, estado de Virginia, Estados Unidos, 6 km al sur de la ciudad de Martinsville, y 70 km al norte de la ciudad de Greensboro. Fue inaugurado en el año 1947 y pavimentado en 1955. Desde 1976, la pista combina asfalto en las rectas y hormigón en las curvas. International Speedway Corporation compró el autódromo en 2004.
Originalmente con una longitud de 0,5 millas (805 metros), Martinsville tiene actualmente una extensión de 0,526 millas (847 metros) de longitud, y es el circuito más corto de la NASCAR Cup Series. Las curvas tiene un peralte de 11 grados y las rectas no tiene peralte alguno, a diferencia de Bristol, el otro óvalo de media milla de la NASCAR Cup Series. Además, posee rectas más largas y curvas más cerradas, lo que hace al circuito mucho más lento que Bristol y exige más los frenos.
Hasta 2016 la pista no contaba con iluminacion artificial en caso de que las carreras terminaban con poca luz natural, problema que arreglaron en 2017 con la instalación de iluminarias LED por toda la pista. 
Esa categoría visita Martinsville dos veces por año: en abril ("Virginia 500") y en septiembre u octubre ("Old Dominion 500"). Las carreras se disputan desde 1949 y 1950 respectivamente; desde 1956 y 1957 duran 500 vueltas, equivalentes a 263 millas (423 km). La NASCAR Busch Series disputó entre dos y tres fechas anuales en Martinsville desde 1982 hasta 1994, una fecha en 2006 y 2020, y dos en 2021. La NASCAR Truck Series acompaña a la NASCAR Cup Series en la primavera boreal desde 1999 y en otoño desde 1995 hasta 1998 y luego nuevamente a partir de 2003. Es tradición desde 1964 que los ganadores de las carreras reciban como premio relojes de pie.

## Récords de vuelta
- NASCAR Cup Series: Joey Logano, 28 de marzo de 2014, 18,898 s, 100,201 mph (161,258 km/h).
- NASCAR Busch Series: Clint Bowyer, 2006, 19,735 s, 95,951 mph (154,385 km/h).
- NASCAR Truck Series: Joey Logano, 28 de marzo de 2015, 19,504 s, 97,088 mph (156,248 km/h).

## Ganadores recientes
| Año  | Cup Series (primavera) | Cup Series (primavera) | Cup Series         | Cup Series | Busch / Nationwide / Xfinity Series | Busch / Nationwide / Xfinity Series | Busch / Nationwide / Xfinity Series | Truck Series         | Truck Series        |
| Año  | Piloto                 | Marca                  | Piloto             | Marca      | Marzo                               | Septiembre                          | Octubre                             | Abril                | Octubre             |
| ---- | ---------------------- | ---------------------- | ------------------ | ---------- | ----------------------------------- | ----------------------------------- | ----------------------------------- | -------------------- | ------------------- |
| 1990 | Geoffrey Bodine        | Ford                   | Geoffrey Bodine    | Ford       | Tommy Houston                       | Jeff Burton                         | Steve Grissom                       | -                    | -                   |
| 1991 | Dale Earnhardt         | Chevrolet              | Harry Gant         | Oldsmobile | Jimmy Hensley                       | -                                   | Harry Gant                          | -                    | -                   |
| 1992 | Mark Martin            | Ford                   | Geoffrey Bodine    | Ford       | Kenny Wallace                       | -                                   | Bobby Labonte                       | -                    | -                   |
| 1993 | Rusty Wallace          | Pontiac                | Ernie Irvan        | Ford       | Ward Burton                         | -                                   | Chuck Bown                          | -                    | -                   |
| 1994 | Rusty Wallace          | Ford                   | Rusty Wallace      | Ford       | Terry Labonte                       | -                                   | Kenny Wallace                       | -                    | -                   |
| 1995 | Rusty Wallace          | Ford                   | Dale Earnhardt     | Chevrolet  | -                                   | -                                   | -                                   | -                    | Joe Ruttman         |
| 1996 | Rusty Wallace          | Ford                   | Jeff Gordon        | Chevrolet  | -                                   | -                                   | -                                   | -                    | Mike Skinner        |
| 1997 | Jeff Gordon            | Chevrolet              | Jeff Burton        | Ford       | -                                   | -                                   | -                                   | -                    | Rich Bickle         |
| 1998 | Bobby Hamilton         | Chevrolet              | Ricky Rudd         | Ford       | -                                   | -                                   | -                                   | -                    | Jay Sauter          |
| 1999 | John Andretti          | Pontiac                | Jeff Gordon        | Chevrolet  | -                                   | -                                   | -                                   | Jimmy Hensley        | -                   |
| 2000 | Mark Martin            | Ford                   | Tony Stewart       | Pontiac    | -                                   | -                                   | -                                   | Bobby Hamilton       | -                   |
| 2001 | Dale Jarrett           | Ford                   | Ricky Craven       | Ford       | -                                   | -                                   | -                                   | Scott Riggs          | -                   |
| 2002 | Bobby Labonte          | Pontiac                | Kurt Busch         | Ford       | -                                   | -                                   | -                                   | Dennis Setzer        | -                   |
| 2003 | Jeff Gordon            | Chevrolet              | Jeff Gordon        | Chevrolet  | -                                   | -                                   | -                                   | Dennis Setzer        | Jon Wood            |
| 2004 | Rusty Wallace          | Dodge                  | Jimmie Johnson     | Chevrolet  | -                                   | -                                   | -                                   | Rick Crawford        | Jamie McMurray      |
| 2005 | Jeff Gordon            | Chevrolet              | Jeff Gordon        | Chevrolet  | -                                   | -                                   | -                                   | Bobby Labonte        | Ricky Craven        |
| 2006 | Tony Stewart           | Chevrolet              | Jimmie Johnson     | Chevrolet  | -                                   | -                                   | Kevin Harvick                       | David Starr          | Jack Sprague        |
| 2007 | Jimmie Johnson         | Chevrolet              | Jimmie Johnson     | Chevrolet  | -                                   | -                                   | -                                   | Mike Skinner         | Mike Skinner        |
| 2008 | Denny Hamlin           | Toyota                 | Jimmie Johnson     | Chevrolet  | -                                   | -                                   | -                                   | Dennis Setzer        | Johnny Benson       |
| 2009 | Jimmie Johnson         | Chevrolet              | Denny Hamlin       | Toyota     | -                                   | -                                   | -                                   | Kevin Harvick        | Timothy Peters      |
| 2010 | Denny Hamlin           | Toyota                 | Denny Hamlin       | Toyota     | -                                   | -                                   | -                                   | Kevin Harvick        | Ron Hornaday Jr.    |
| 2011 | Kevin Harvick          | Chevrolet              | Tony Stewart       | Chevrolet  | -                                   | -                                   | -                                   | Johnny Sauter        | Denny Hamlin        |
| 2012 | Ryan Newman            | Chevrolet              | Jimmie Johnson     | Chevrolet  | -                                   | -                                   | -                                   | Kevin Harvick        | Denny Hamlin        |
| 2013 | Jimmie Johnson         | Chevrolet              | Jeff Gordon        | Chevrolet  | -                                   | -                                   | -                                   | Johnny Sauter        | Darrell Wallace Jr. |
| 2014 | Kurt Busch             | Chevrolet              | Dale Earnhardt Jr. | Chevrolet  | -                                   | -                                   | -                                   | Matt Crafton         | Darrell Wallace Jr. |
| 2015 | Denny Hamlin           | Toyota                 | Jeff Gordon        | Chevrolet  | -                                   | -                                   | -                                   | Joey Logano          | Matt Crafton        |
| 2016 | Kyle Busch             | Toyota                 | Jimmie Johnson     | Chevrolet  | -                                   | -                                   | -                                   | Kyle Busch           | Johnny Sauter       |
| 2017 | Brad Keselowski        | Ford                   | Kyle Busch         | Toyota     | -                                   | -                                   | -                                   | Chase Elliott        | Noah Gragson        |
| 2018 | Clint Bowyer           | Ford                   | Joey Logano        | Ford       | -                                   | -                                   | -                                   | John Hunter Nemechek | Johnny Sauter       |
| 2019 | Brad Keselowski        | Ford                   | Martin Truex Jr.   | Toyota     | -                                   | -                                   | -                                   | Kyle Busch           | Todd Gilliland      |
| 2020 | Martin Truex Jr.       | Toyota                 | Chase Elliott      | Chevrolet  | -                                   | -                                   | Harrison Burton                     | -                    | Grant Enfinger      |
| 2021 | Martin Truex Jr.       | Toyota                 | Alex Bowman        | Chevrolet  | Josh Berry                          | -                                   | Noah Gragson                        | -                    | Zane Smith          |
| 2022 | William Byron          | Chevrolet              | Christopher Bell   | Toyota     | Brandon Jones                       | -                                   | Ty Gibbs                            | -                    | William Byron       |